# Brewham
Brewham – civil parish w Anglii, w hrabstwie Somerset, w dystrykcie (unitary authority) Somerset. Leży 39 km na południe od miasta Bristol i 164 km na zachód od Londynu. W granicach civil parish leżą także North Brewham i South Brewham. W 2002 roku civil parish liczyła 410 mieszkańców.